# Brian McKnight
Brian McKnight (Buffalo, 5 giugno 1969) è un cantautore e produttore discografico statunitense.
Oltre a cantare, suona diversi strumenti compresi basso, piano, chitarra, percussioni, trombone, tuba e tromba. Il suo genere musicale è accostato al rhythm and blues.
Nel corso della sua carriera ha ricevuto 16 nomination ai Grammy Awards (in particolare nelle categorie dedicate al R'n'B), senza tuttavia mai vincere.

## Biografia
Nei primi anni '90 collabora con il fratello alla formazione del gruppo Take 6. Nel 1992 pubblica un disco omonimo pubblicato dalla Wing, una sussidiaria della Mercury Records, che raggiunge la posizione #58 della Billboard 200.
L'album è seguito da altre due produzioni, ossia I Remember You (1995) e Anytime (1997), che è l'ultimo disco targato Mercury.
Nel 1998 firma per la Motown, che pubblica il disco natalizio Bethlehem nel 1998. L'anno successivo (settembre 1999) è la volta di Back at One, il suo disco di maggior successo con oltre tre milioni di copie vendute. Il singolo omonimo sarà poi coverizzato in portoghese-brasiliano dai Sorriso Maroto.
Nell'agosto 2001 pubblica Superhero, un disco che include importanti collaborazioni come quelle con Justin Timberlake, Nate Dogg e Fred Hammond. Nel marzo 2003 rilascia U Turn, sempre per la Motown.
Nel 2004 collabora con Guy Sebastian per l'album Beautiful Life dell'artista australiano. 
Nel febbraio 2005 pubblica Gemini, ultimo album etichettato Motown, che raggiunge il quarto posto in classifica.
Dopo aver firmato per la Warner Bros. Records, nel dicembre 2006 pubblica Ten, anticipato dal singolo Find Myself in You.
Dal 2006 al 2010 è conduttore del programma radiofonico The Brian McKnight Morning Show trasmesso dalla KTWV.
Nell'ottobre 2009 rilascia, attraverso la E1 Music, Evolution of a Man che include le collaborazioni con Jill Scott e Stevie Wonder.
Nel luglio 2011 è la volta di Just Me.
Nel marzo 2013 rilascia More Than Words, a cui partecipa Colbie Caillat.

## Premi
- Image Awards 2000 - "Outstanding Male Artist"
- Soul Train Awards 1999 - "Best R&B/Soul Male Album" per Anytime

## Vita privata
È seguace della Chiesa cristiana avventista del settimo giorno.

## Discografia
Album in studio
- 1992 - Brian McKnight
- 1995 - I Remember You
- 1997 - Anytime
- 1998 - Bethlehem
- 1999 - Back at One
- 2001 - Superhero
- 2003 - U Turn
- 2005 - Gemini
- 2006 - Ten
- 2008 - I'll Be Home for Christmas
- 2009 - Evolution of a Man
- 2011 - Just Me
- 2013 - More Than Words

Raccolte
- 2002 - From There to Here: 1989-2002
- 2007 - Gold

## Filmografia
- Ricomincio da nudo (Naked), regia di Michael Tiddes (2017)